# Ficus dammaropsis
Ficus dammaropsis är en mullbärsväxtart som beskrevs av Friedrich Ludwig Diels. Ficus dammaropsis ingår i släktet fikonsläktet, och familjen mullbärsväxter. Inga underarter finns listade i Catalogue of Life.

## Bildgalleri

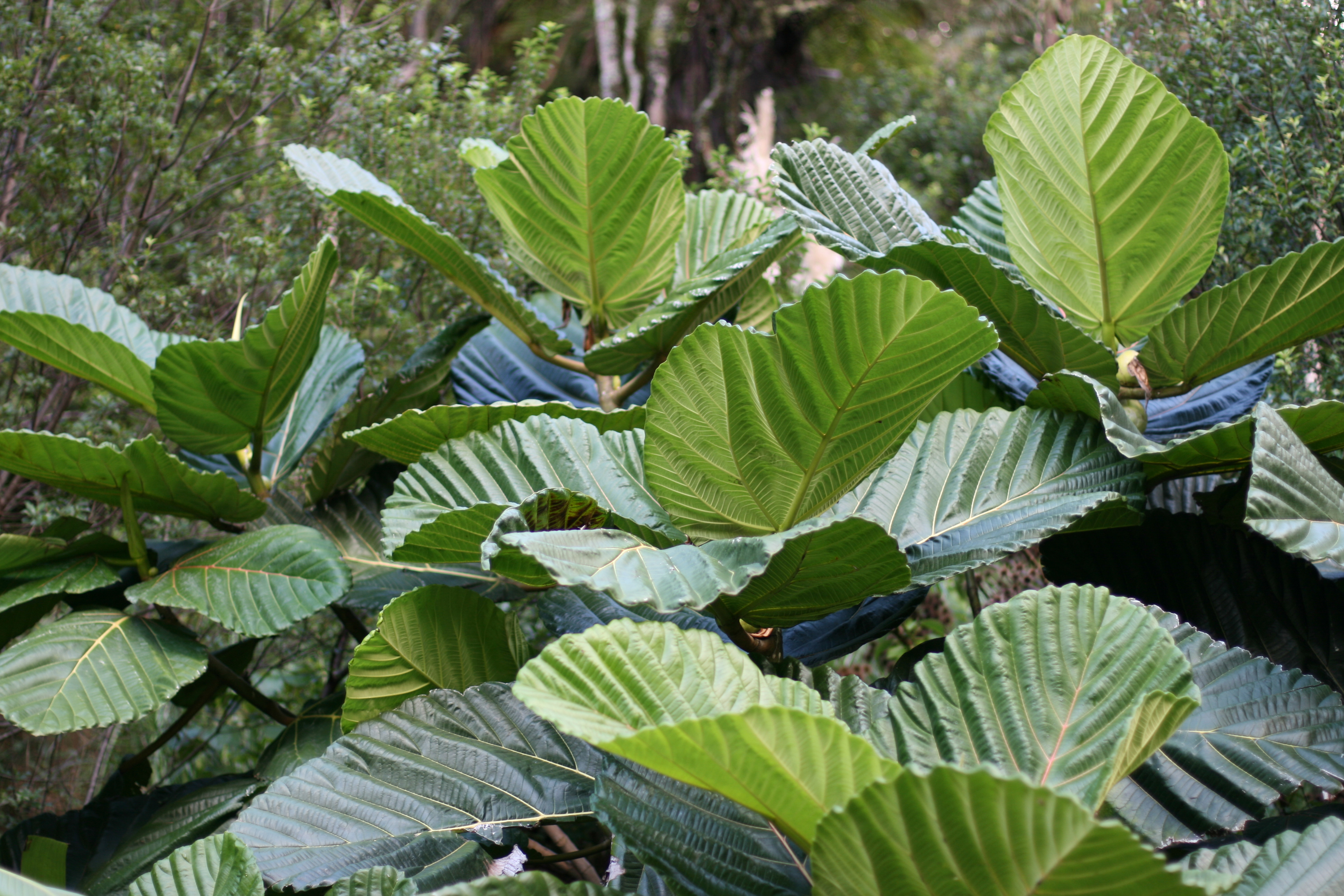
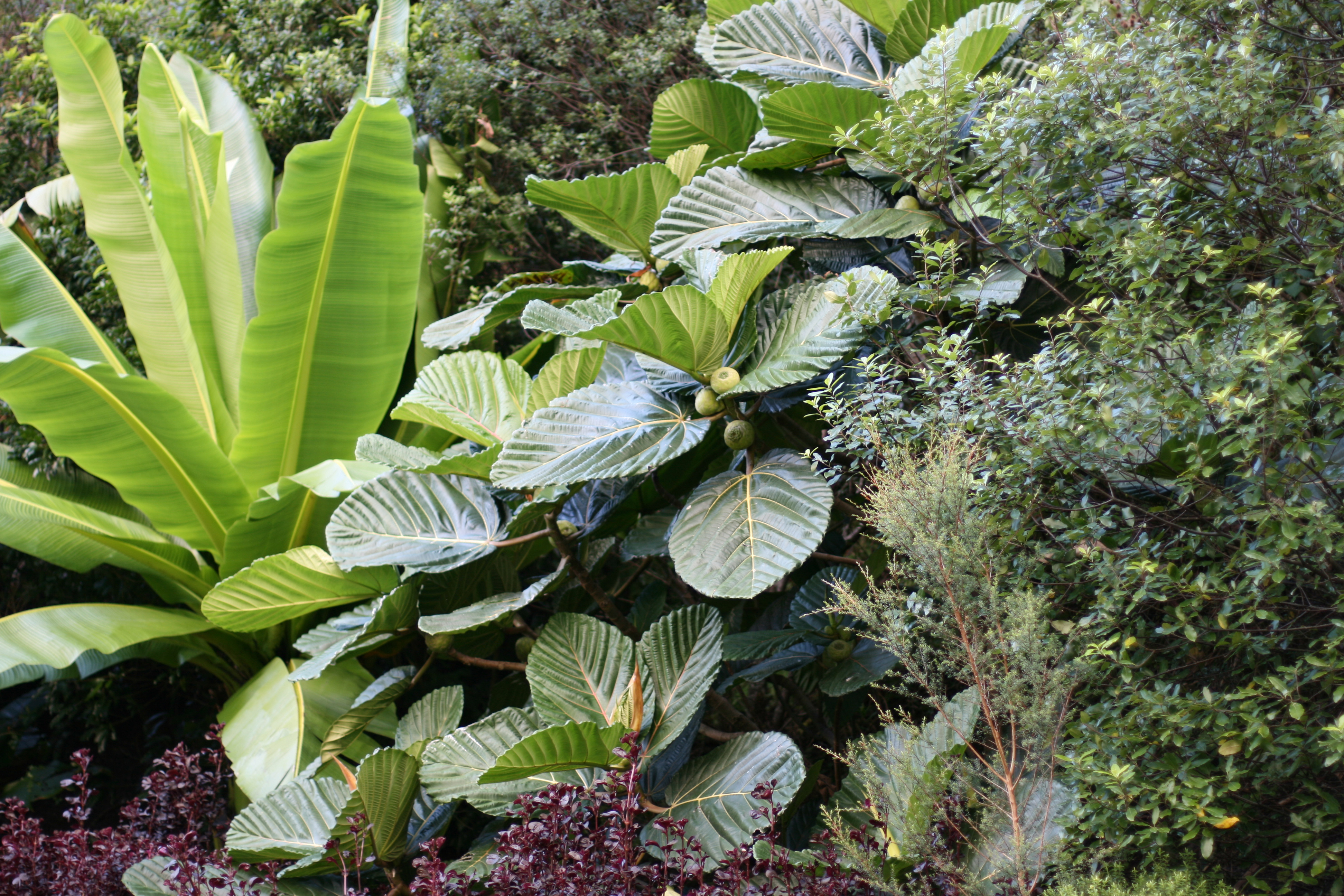
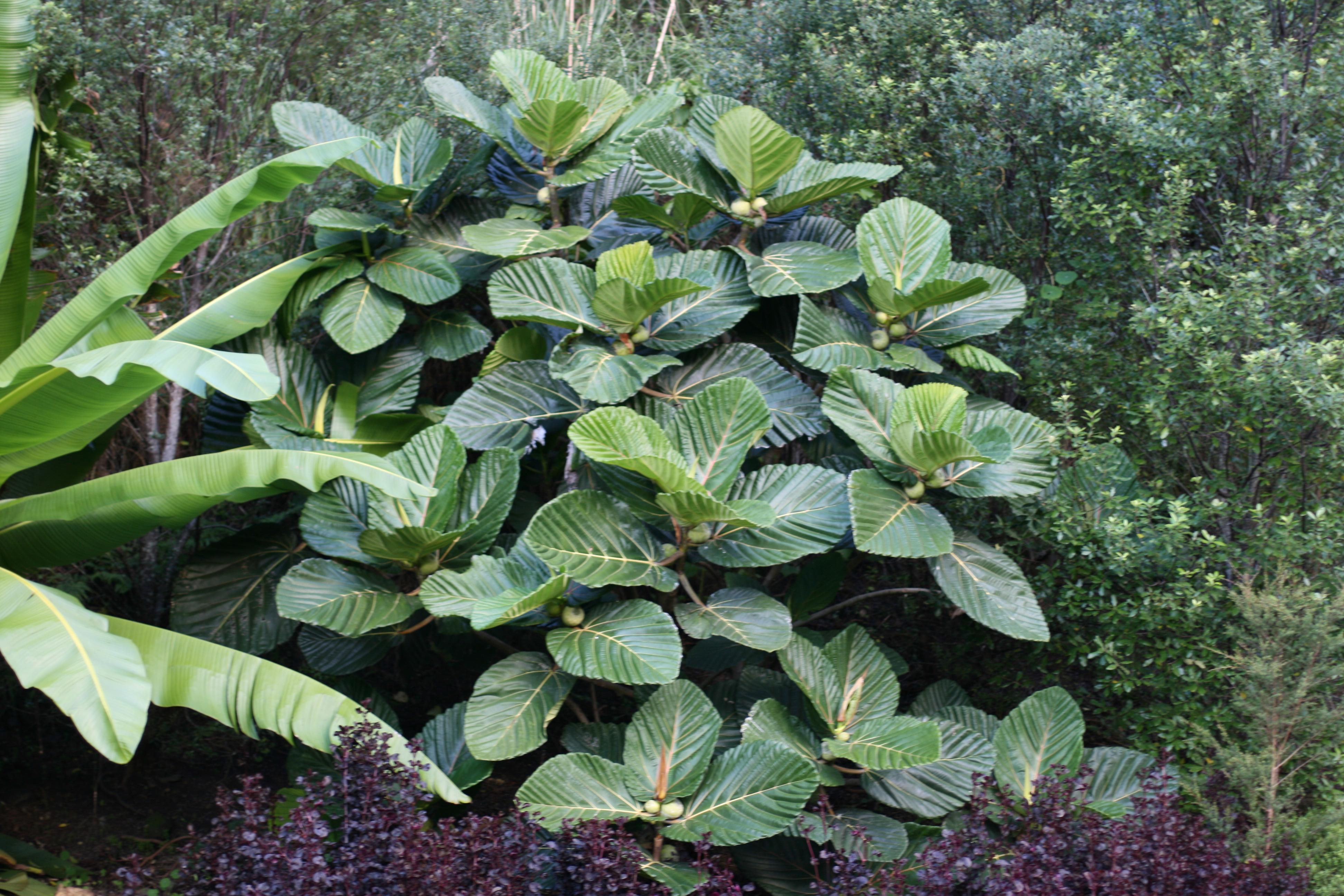
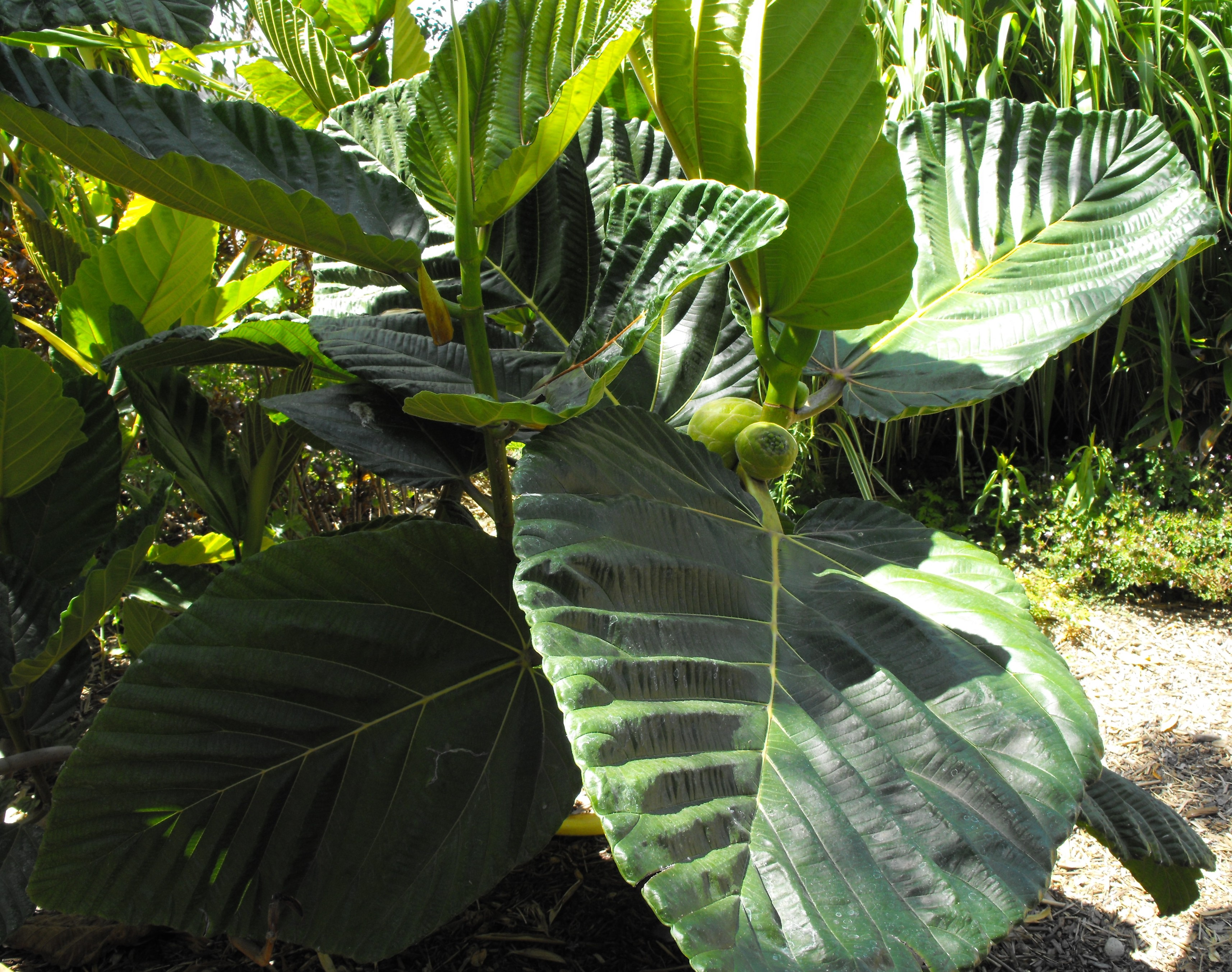